# Kharga
Kharga eller Kharga-oasen (arabisk: الخارجة   al-Ḫāriǧaarz  'det ydre' ; koptisk: (ϯ)ⲟⲩⲁϩ ⲛ̀ϩⲏⲃ) er den sydligste af Egyptens fem vestlige oaser. Den ligger  i den vestlige ørken, omkring 200 km vest for Nildalen. "Kharga" eller "El Kharga" er også navnet på en større by beliggende i oasen, hovedstaden i El Wadi El Gedid Guvernement eller New Valley Guvernement. Oasen, som var kendt som den  'Sydlige oase' for de gamle egyptere, den 'ydre' (Exotero) for grækerne og Oasis Magna for romerne, er den største af oaserne i den libyske ørken i Egypten. Den ligger i en omkring 160 km lang lavning   og er fra 20 km til 80 km bred. Den har en  befolkning på 67.700 (2012)

## Oversigt
| k · n | T35 | m | t · niwt |

| k · n | T35 | m | t · niwt |

| Aa2 · t · Z1 | T14 | xAst · niwt | rsw | N21 · Z1 | b | xAst · niwt |

| Aa2 · t · Z1 | T14 | xAst · niwt | rsw | N21 · Z1 | b | xAst · niwt |

Kharga er den mest moderne af Egyptens vestlige oaser. Hovedbyen har alle moderne faciliteter, og der er stort set intet tilbage af gammel arkitektur. Der er mange tornede vækster, som   dadelpalme, akacie, og jujube vækst i oasen omkring den moderne by Kharga. 

## Darb El Arba'īn karavanerute
En handelsrute der kaldes Darb El Arba'īn ("The Way of Fourty") gik gennem Kharga som en del af en lang karavanerute, der løber nord-syd mellem det midterste  Egypten og Sudan. Den gamle rute forbandt Al-Fashir-området i Sudan med Asyut i Egypten, og gik gennem en kæde af oaser, herunder Kharga, Selima Oasis og Bir Natrun.
Ruten er mindst 700 år gammel og blev sandsynligvis brugt fra så tidligt som det gamle kongerige Egypten til transport og handel med guld, elfenben, krydderier, hvede, dyr og planter.
Den største udstrækning af Darb El Arba'īn var nordpå fra Kobbei i Darfur (omkring 25 miles nord for al-Fashir) og passerede gennem ørkenen, gennem Bir Natrum og Wadi Howar, og endte ved Nilens adgangspunkt til Asyut i Egypten, en rejse på cirka 1,800 km. Ørkenruten var billigere og mere sikker end den mere visuelt tiltalende Nil-rute.
I 1930 afdækkede arkæologen, Gertrude Caton-Thompson, Khargas palæolitiske historie.

## Transport
En regelmæssig busforbindelse forbinder oasen med de andre vestlige oaser og til resten af Egypten. I 1907 havde de smalsporede jernbaner  Western Oasis Lines afgange  to gange om ugen. En standardsporet jernbanelinje Kharga → Qena (Nildalen) → Port Safaga (ved det Røde Hav) blev oprettet i 1996, men blev nedlagt kort efter.

## Arkæologiske fund
Hibistemplet er et tempel fra Saite-æraen grundlagt af Psamtik 2. som hovedsageligt  blev opført ca. 500 f.Kr. Det ligger omkring 2 kilometer nord for moderne Kharga, i en palmelund. Der er et andet tempel fra  1. årtusinde f.Kr. i den sydligste del af oasen ved Dush. En gammel kristen kirkegård ved El Bagawat fungerede også ved Kharga Oasen fra det 3. til det 7. århundrede e.Kr. Den er en af de tidligste og bedst bevarede kristne kirkegårde i den antikke verden.

## Yderligere læsning
- Bliss, Frank (1998). Artisanat et artisanat d'art dans les oasis du désert occidental égyptien (fransk). Köln: Frobenius-Institut.
- Bliss, Frank (1989). Wirtschaftlicher und sozialer Wandel im "Neuen Tal" Ägyptens. Über die Auswirkungen ägyptischer Regionalentwicklungspolitik in den Oasen der Westlichen Wüste (tysk). Bonn.
- Chisholm, Hugh, red. (1911). Encyclopædia Britannica (11. udgave). Cambridge University Press.
- Dunand, Françoise; Ibrahim, Bahgat Ahmed (2008). Le matériel archéologique et les restes humains de la nécropole d'Aïn el-Labakha (oasis de Kharga) (fransk). Cybèle. ISBN 978-2-915840-07-0.